# WEC 25
WEC 25: McCullough vs. Cope foi o primeiro evento de MMA promovido pelo World Extreme Cagefighting sob a gestão da Zuffa. O evento ocorreu em 20 de janeiro de 2007 no Hard Rock Hotel and Casino em Las Vegas, Nevada.

## Background
O evento principal do WEC 25 foi a disputa pelo Cinturão Peso Leve Vago do WEC, entre os rivais Rob McCullough e Kit Cope. O co-evento principal foi a disputa pelo Cinturão Peso Pena do WEC entre o campeão, Urijah Faber e o desafiante Joe Pearson.
A luta pelo Cinturão Peso Meio Pesado do WEC era originalmente esperada para ser entre o campeão Doug Marshall e Jorge Oliveira, mas a luta depois foi retirada do card. Marshall então fez sua primeira defesa de cinturão contra Justin McElfresh no WEC 27 em Maio de 2007.

## Pagamentos
O seguinte pagamento dos lutadores foi divulgada pela Comissão Atlética de Nevada. Isso não inclui o dinheiro de patrocínio e bônus de "vestiário" muitas vezes dado pelo WEC.
- Rob McCullough: $20,000 (incluindo $10,000 bônus de vitória) derrotou Kit Cope: $5,000
- Urijah Faber: $10,000 ($5,000 bônus de vitória) derrotou Joe Pearson: $4,000
- John Alessio: $10,000 ($4,000 bônus de vitória) derrotou Brian Gassaway: $4,000
- Logan Clark: $12,000 ($6,000 bônus de vitória) derrotou Blas Avena: $2,500
- Brendan Seguin: $4,000 ($2,000 bônus de vitória) derrotou Fernando Gonzalez: $3,000
- Alex Karalexis: $8,000 ($4,000 bônus de vitória) derrotou Olaf Alfanso: $4,000
- Carlos Condit: $8,000 ($4,000 bônus de vitória) derrotou Kyle Jensen: $3,000
- Antonio Banuelos: $6,000 ($3,000 bônus de vitória) derrotou Mike French: $3,000
- Rich Crunkilton: $10,000 ($5,000 bônus de vitória) derrotou Mike Joy: $2,000